# Banff (Aberdeenshire)

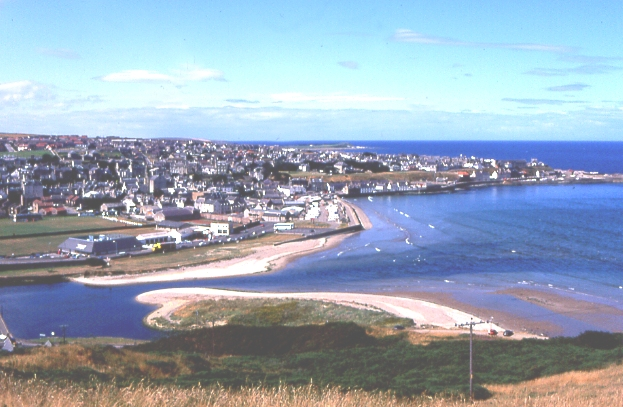
Banff (Aberdeenshire)

Banff este o comună pe coasta de nord, situat pe cursul râului Deveron la nord de Aberdeen, Scoția
Localitatea constituie o unitate politică „Macduff” are un acvariu marin și o colecție de sculpturi "Colleonard Sculpture Park" și casa  "Duff House", construit în 1730 de  William Adam.
Coordonate: 57° 40′ N, 2° 32′ W